# エリコの塔
エリコの塔（エリコのとう）とは、前陶器新石器時代A期に相当する紀元前8000年ごろに建設された高さ約8.5メートルの石造の建築物である。石造建築物としては世界でも最も古いものの一つであり、巨大な建築物としても世界で最も古いものの一つとなっている。
エリコにある古代の壁、テル・アッスルターン遺跡はジョン・ガースタングによって1930年から1936年にかけての発掘の最中に発見された。ガースタングはこの遺跡を旧約聖書のヨシュア記に記述されているものであり、紀元前1400年ごろに建設されたものであると推測していた。キャスリーン・ケニヨンは1952年から1958年にかけて行われた発掘の間に、エリコの町の壁に向かって聳え立っている塔を発見した。ケニヨンは、これらの建築物はガースタングが推測したよりずっと早い新石器時代、つまり石器時代の最後の時代に建設されたものであり、初期の原始都市の一部分であったという証拠を提供した。エリコの塔は、エリコがレバント地方南部のスルトニアン期における集落のパターンを理解するために重要であることを際立たせている。

## 建築

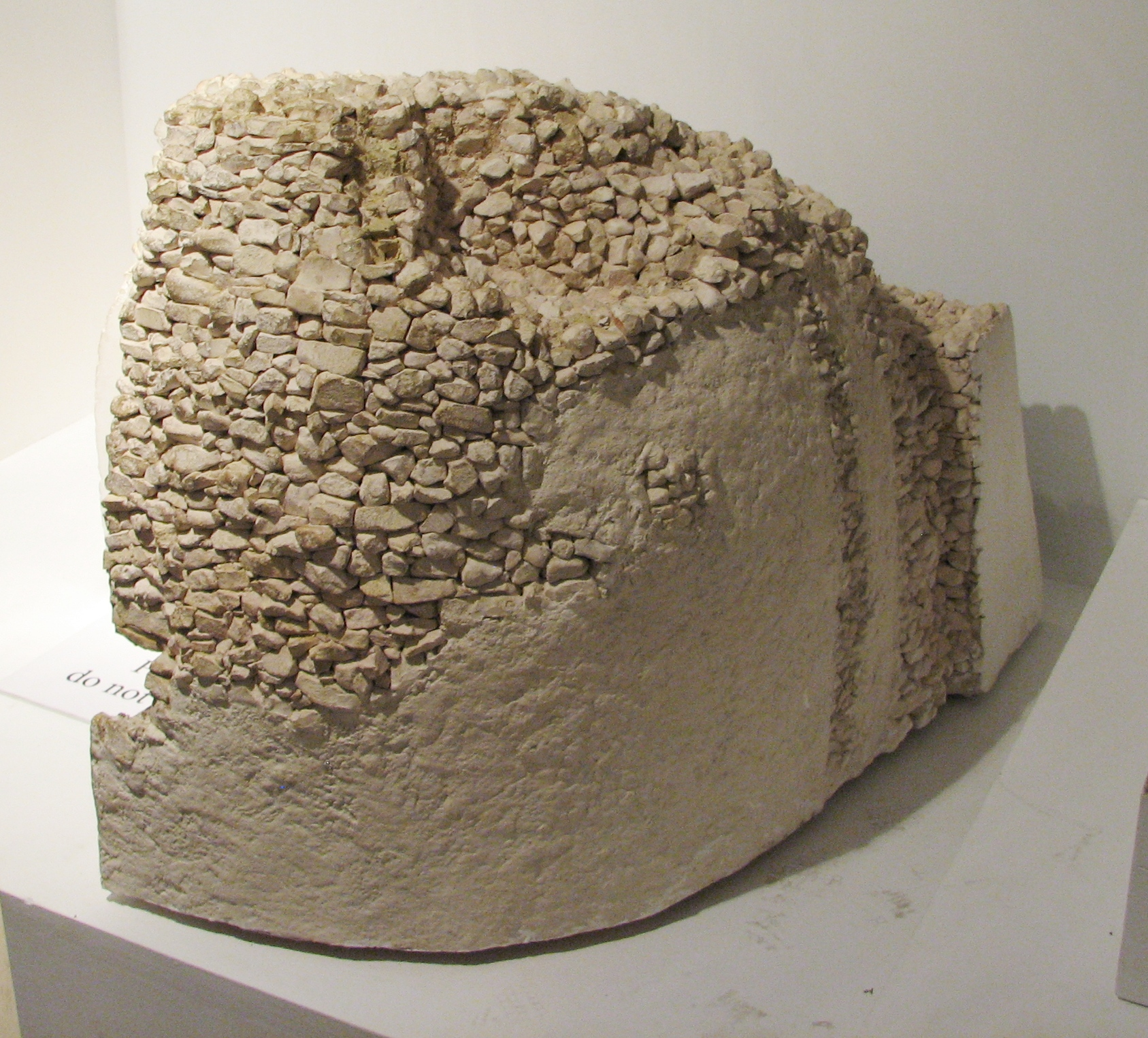
エリコの塔の模型

エリコの塔は何も加工をされていない石を用いて建設され、その内部には22段の階段がある。形は円錐形であり、地面に接する部分の直径はおよそ9メートルであるが、頂上においてはこの直径は7メートルにまで狭くなっている。壁の厚さは1.5メートル程度となっている。エリコの塔の建設にはおよそ1万1000日の労働日を必要としたと推測されている。

## 目的
テルアビブ大学のロイ・リランとラン・バーカイが2011年に発表した研究によれば、エリコの塔が建設された目的として、天文学的な目的や社会的な目的が示唆されている。リランとバーカイは天文考古学の初期の事例を示した上で、コンピュータによるシミュレーションを行って夏至の日の日の入りの際に近くの山々の影が最初にエリコの塔に落ち、その後に町全体へと広がることを実証した。 
『エルサレム・ポスト』においてバーカイは、エリコの塔について、農耕と社会階層が発達する中でより苦しい生き方を人々に受け入れさせようと畏怖の念を呼び起こし、感化をもたらすために使われたと主張している。バーカイは以下のように結んでいる。「私たちは人々に共同体の生活様式への参加意欲を起こさせる仕組みの一つ、それがエリコの塔であったと考えている。」